# American Authors
American Authors é uma banda de indie rock americana com base na cidade de Nova Iorque e que possuem contrato com a gravadora The Island Def Jam Music Group. Eles são mais conhecidos pelo single Best Day of My Life.

## Primeiros anos
Os membros do American Authours se conheceram enquanto estudavam no Berklee College of Music, em 2007. O quarteto passou os seus primeiros cinco anos em Boston gravando e se apresentando pelo nome "The Blue Pages". Eles gravaram o álbum "Anthropology and Rich With Love". Em 2010 a banda se realocou no Brooklyn.

## 2012-atualmente
Em 2012, o grupo mudou seu nome para American Authours. Seu single de estreia, "Believer", atraiu atenção através de rádio de rock alternativo. Em 2013 lançaram o single "Best Day of My Life", que se tornou um hit nos Estados Unidos e em 2014 lançaram o álbum "Oh, What a Life".

## Membros da banda
- Zac Barnett; - vocal e guitarra (2006-presente)
- James Adam Shelley; - guitarra, banjo (2006-presente)
- Dave Rublin-baixo (2006-presente)
- Matt Sanchez; - bateria (2006-presente)[3]